# هنشتدت-اولتسبورگ
هنشتدت-اولتسبورگ (به آلمانی: Henstedt-Ulzburg) یک شهر در آلمان است که در زگه‌برگ واقع شده‌است. هنشتدت-اولتسبورگ ۲۶۴٬۰۲۰ نفر جمعیت دارد.

## خواهرخوانده
شهرهای Maurepas، اوزدم، Wierzchowo, Drawsko County و واترلوویل خواهرخوانده‌های هنشتدت-اولتسبورگ هستند.